# Marijan Varešanin
Marijan Freiherr Varešanin von Vareš (Gunja, 1º febbraio 1847 – Vienna, 22 aprile 1917) è stato un generale austro-ungarico e governatore della Bosnia-Erzegovina tra il 1909 ed il 1911.

## Biografia
Varešanin era figlio di un ufficiale croato del Grenzinfanterie-Regiments Nr. 7 e di una modista italiana di origini siciliane, emigrata in Croazia pochi anni prima; il padre si ritirò dall'esercito nel 1850 ed intraprese una redditizia attività da commerciante, ma preferì che il giovane primogenito, Marijan intraprendesse la carriera delle armi che un tempo era stata la sua. Varešanin studiò allora presso la Kadettenschule di Fiume e nell'Accademia militare Teresiana di Wiener Neustadt entrando a far parte nell'Infanterieregiment Nr. 78 con il grado di sottotenente il 19 agosto 1866.
Ebbe una carriera piuttosto rapida: tra il 1869 e il 1871 frequentò un corso per ufficiali di stato maggiore alla Kriegsschule di Vienna, vincendolo e raggiungendo il grado di capitano nel 1876; nel 1884 fu promosso maggiore, nel 1898 tenente colonnello, nel 1903 colonnello e nel 1906 maggior generale. Il 7 marzo 1909 ricevette il comando del 15º Corpo d'armata a Sarajevo, ricoprendo quindi la carica di Governatore della Bosnia-Erzegovina. Nel 1909 cedette la carica al generale Auffenberg e ricoprì invece l'incarico di comandante in capo della polizia austriaca, dedicandosi con grande assiduità alla repressione dei movimenti indipendentisti bosniaci, che erano appoggiati dalla Serbia e dall'Impero russo. Fu infatti Varešanin a venire per primo a conoscenza della società segreta della Mano Nera, facendo arrestare nel 1910 lo studente Bogdan Žerajić che avrebbe voluto assassinare lo stesso Varešanin a colpi di pistola.
Dopo il suicidio dello studente, che non era altri che uno dei compagni di cospirazione di Gavrilo Princip, si decise di aumentare le misure di sicurezza verso le autorità austriache in Bosnia-Erzegovina, ma non si riuscì ad evitare che il 28 giugno 1914 l'arciduca ereditario Francesco Ferdinando d'Asburgo-Este e la consorte venissero assassinati.
Successivamente Varešanin ricevette il titolo nobiliare di barone (Freiherr) e fu messo in congedo nel maggio 1911, quando Oskar Potiorek divenne governatore della Bosnia-Erzegovina; il 10 luglio 1911 si ritirò dall'esercito dopo quarantacinque anni di servizio; ebbe sepoltura nel principale cimitero di Vienna, il Zentralfriedhof.